# Erdős-Borweinova konstanta
Erdős-Borweinova konstanta je vsota obratnih vrednosti Mersennovih števil. Imenuje se po Paulu Erdősu in Petru Borweinu.
Po definiciji velja (OEIS A065442):
{\displaystyle E_{\rm {B}}=\sum _{n=1}^{\infty }{\frac {1}{2^{n}-1}}\approx 1{,}60669\,51524\,15291\,76378\dots }
Dokazati je moč, da so naslednje oblike ekvivalentne prejšnji:
{\displaystyle E_{\rm {B}}=\sum _{n=1}^{\infty }{\frac {1}{2^{n^{2}}}}{\frac {2^{n}+1}{2^{n}-1}}\!\,,}
{\displaystyle E_{\rm {B}}=\sum _{m=1}^{\infty }\sum _{n=1}^{\infty }{\frac {1}{2^{mn}}}\!\,,}
{\displaystyle E_{\rm {B}}=\sum _{n=1}^{\infty }{\frac {d(n)}{2^{n}}}\!\,,}
{\displaystyle E_{\rm {B}}=1-{\frac {\psi _{1/2}(1)}{\ln 2}}\!\,.}
Tu {\displaystyle d(n)} predstavlja aritmetično multiplikativno funkcijo, število pozitivnih deliteljev števila {\displaystyle n}, {\displaystyle \psi _{q}(z)} pa funkcijo q-poligama. 
Erdős je leta 1948 dokazal, da je konstanta EB iracionalno število. Borwein pa je leta 1992 dokazal naprej, da je:
{\displaystyle \sum _{n=1}^{\infty }{\frac {1}{q^{n}-r}}\!\,}
iracionalno število pri {\displaystyle r\neq 0}.
Neskončni verižni ulomek konstante je [1; 1, 1, 1, 1, 5, 2, 1, 2, 29, 4, 1, 2, 2, 2, 2, 6, 1, 7, 1, 6, 2, 1, 1, 1, 20, 1, 3, 1, 1, 1, ...] 
Sorodna konstanta je (OEIS A173898):
{\displaystyle {\begin{aligned}K&=\sum _{M_{n}\in \mathbb {P} }^{\infty }{\frac {1}{M_{n}}}={\frac {1}{3}}+{\frac {1}{7}}+{\frac {1}{31}}+{\frac {1}{127}}+{\frac {1}{8191}}+{\frac {1}{131071}}+{\frac {1}{524287}}+{\frac {1}{2147483647}}\dots \\&\approx 0{,}51645\,41789\,40788\,56533\dots \!\,,\end{aligned}}}
kjer nastopajo Mersennova praštevila in, ki je verjetno tudi iracionalno število.
Razmerje med konstantama je enako:
{\displaystyle {\frac {E_{\rm {B}}}{K}}\approx 3{,}11101\,20082\,87959\,36235...\!\,.}